# Epiechinus desbordesi
Epiechinus desbordesi är en skalbaggsart som beskrevs av Louis Burgeon 1939. Epiechinus desbordesi ingår i släktet Epiechinus och familjen stumpbaggar. Inga underarter finns listade i Catalogue of Life.